# Canyó de Palamós
El canyó de Palamós, també conegut com a Canyó de la Fonera, és un canyó submarí que forma la vall submarina situada davant de la costa de Palamós, a la província de Girona, Catalunya. Aquest canyó submarí és una característica geològica important del mar Balear i té un paper important en la biodiversitat marina de la regió.

## Geografia

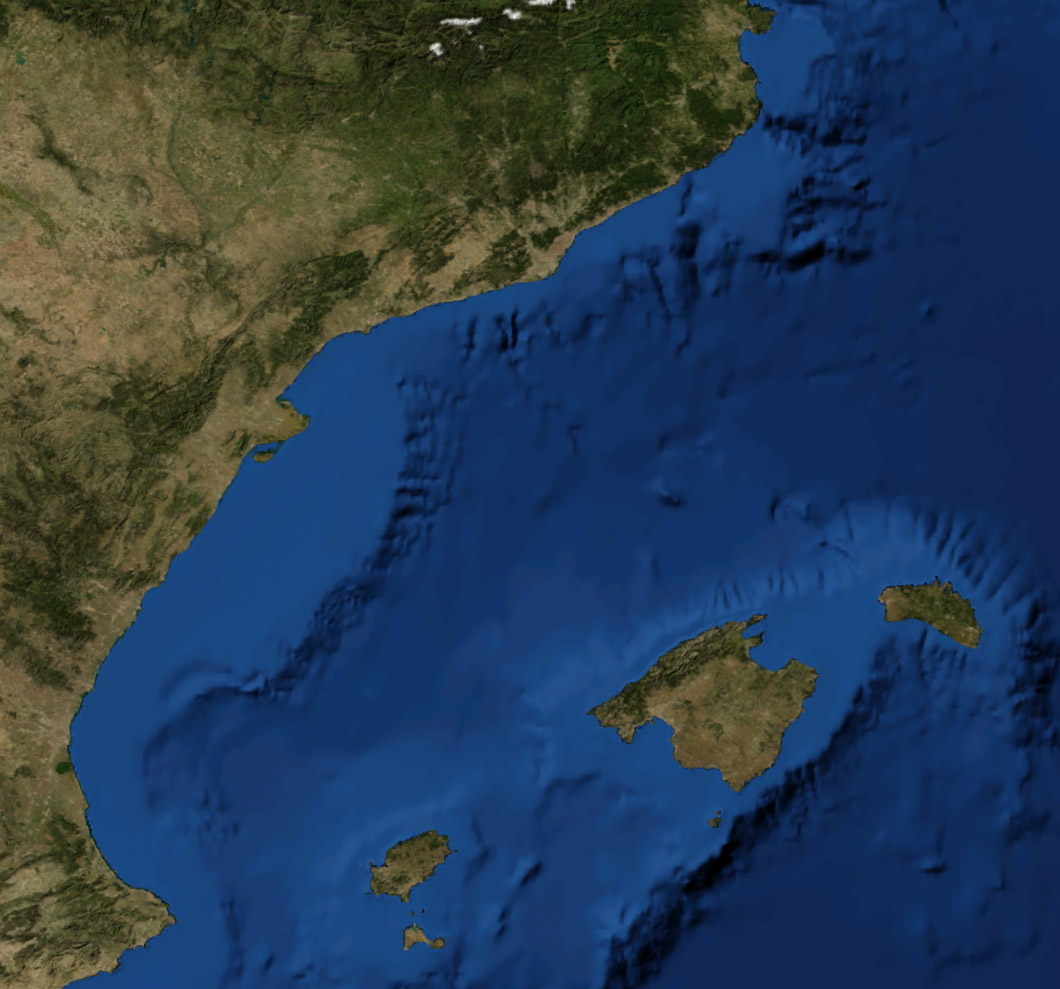
Imatge de satèl·lit del mar Catalano-Balear, mostrant el canyó.

El Canyó de Palamós és un important canyó submarí situat al nord-oest del mar Mediterrani, davant de la població de Palamós, d'on deriva el seu nom. El canyó comença a una profunditat d'aproximadament 200 metres i s'estén fins a profunditats que superen els 2.000 metres. El Canyó de Palamós es va formar a partir d'una combinació d'activitat tectònica i processos sedimentaris. Forma part del marge català més gran, que es caracteritza pels seus forts pendents i les seves complexes estructures geològiques. El canyó té un paper important en la transferència de sediments de la plataforma continental a les profunditats del mar.

## Importància ecològica
Canyons submarins com el de Palamós són coneguts per la seva alta biodiversitat i productivitat. La topografia i hidrografia úniques del canyó creen hàbitats per a una varietat d'espècies marines, inclosos peixos i invertebrats importants comercialment. El canyó també serveix com a conducte per a la matèria orgànica, donant suport als ecosistemes d'aigües profundes. És la llar d'una gran diversitat d'espècies marines. Entre els organismes bentònics que habiten el canyó hi ha coralls, esponges i una varietat d'invertebrats. A més, és una zona de pas de diverses espècies de peixos pelàgics i mamífers marins, entre els quals hi ha dofins. Recentment s'han descobert coralls densos d'aigua freda a les seves parets, que viuen a temperatures al voltant 13 °C (55 °F) . És com un oasi de biodiversitat, per a molts crustacis i peixos, amb nombroses espècies de corall i altres espècies associades. Forma una zona molt rica en biodiversitat, ja que les seves parets rocoses són el refugi d'una immensa varietat d'organismes, alguns dels quals, com els coralls, les esponges i les gorgònies, estan protegits i en perill d'extinció.

## Investigació i exploració
El canyó de Palamós ha estat objecte de diversos estudis científics, especialment en els camps de l'oceanografia i la biologia marina. La investigació ha demostrat que la dinàmica sedimentària del canyó es veu afectada significativament tant per factors naturals com antropogènics. Els estudis han utilitzat diversos mètodes, incloent perfiladors hidrogràfics autònoms i comptadors de corrents propers al fons, per controlar el transport de sediments i la terbolesa de l'aigua dins del canyó. Els esforços de recerca s'han centrat a entendre la dinàmica dels sediments, els patrons actuals i la importància ecològica del canyó. En particular, el projecte CANYONS va desplegar múltiples amarratges equipats amb trampes de sediments i mesuradors de corrent per estudiar els processos sedimentaris del canyó.

## Impacte humà
Les activitats humanes, com la pesca i la contaminació, han afectat el canyó de Palamós. S'estan fent esforços per mitigar aquests impactes mitjançant pràctiques de pesca sostenibles i iniciatives de conservació. Els projectes de col·laboració entre científics i comunitats de pescadors locals tenen com a objectiu preservar la integritat ecològica del canyó.